# Hippolyte proteus
Hippolyte proteus is een garnalensoort uit de familie van de Hippolytidae. De wetenschappelijke naam van de soort is voor het eerst geldig gepubliceerd in 1875 door Paul'son.